# Дарт Плегиъс
Дарт Плегиъс е персонаж от Междузвездни войни. Той е могъщ черен ситски лорд, учител на Дарт Сидиъс, който по-късно изменнически убива учителя си. Според легендата Дарт Плегиъс бил способен да предпазва от смъртта и да създава живот, като контролира митохлоридите с помощта на Силата и на практика е баща на Анакин Скайуокър. В трети епизод на Междузвездни войни името му се споменава, но това споменаване много влияе на цялата галактика. Анакин Скайуокър иска да предпази жена си Падме от смърт. Разбира, че единственият му шанс е да научи техниката на Плегиъс. Той се изкушава от тъмната страна и цялата галактика пада в ръцете му, докато не порасва синът му – Люк Скайуокър.
И така – едно споменаване много влияе на галактиката.